# Moe Berg
Morris Berg, detto Moe (New York, 2 marzo 1902 – Belleville, 29 maggio 1972), è stato un giocatore di baseball e agente segreto statunitense.
Militò per 15 stagioni nella Major League Baseball (MLB). Nella seconda parte della sua vita, fu invece una spia del governo degli Stati Uniti.
Più che per l'attività sportiva è noto per aver servito il suo paese come agente segreto durante la seconda guerra mondiale, grazie anche all'alto livello culturale e alla competenza linguistica poliglotta. Tra le altre cose, infatti, poteva vantare una notevole padronanza di numerose lingue moderne, come l'italiano, il francese, il greco moderno, lo spagnolo, il tedesco, a cui aggiungeva la dimestichezza con varie lingue estinte, latino, greco antico e sanscrito. Per queste sue caratteristiche, era noto, infatti, come l'"individuo più cervellone del baseball" ("the brainiest guy in baseball"). La singolarità e l'anomalia della sua figura di sportivo spinsero Casey Stengel a definirlo come "l'essere più strano che abbia mai giocato a baseball" ("the strangest man ever to play baseball").
Nato da una famiglia ebraica di Harlem, Berg si laureò all'Università di Princeton e studiò alla Law School della Columbia University. Berg parlava numerose lingue e leggeva regolarmente una decina di quotidiani al giorno. La sua reputazione fu alimentata dal successo riscosso come concorrente a Information, Please!, un quiz show radiofonico nel quale rispondeva a domande sull'etimologia greca e latina di parole e nomi, su eventi della storia europea e dell'Estremo Oriente, e sulle conferenze internazionali in corso.
Come agente segreto al servizio del governo degli Stati Uniti, Berg viaggiò in Jugoslavia per raccogliere informazioni sui gruppi locali di resistenza che il governo federale era intenzionato a sostenere. Fu mandato in missione in Italia, dove raccolse informazioni da vari fisici riguardo al Programma nucleare militare nazista. Partecipò inoltre al piano che contemplava, tra i suoi obiettivi, la possibilità di assassinare Werner Heisenberg. Dopo la guerra, Berg fu utilizzato dalla CIA, che aveva sostituito l'Office of Strategic Services, ma, a partire dalla metà degli anni cinquanta, rimase senza lavoro. Così, Berg, che mai aveva contratto matrimonio, trascorse gli ultimi due decenni della sua vita da disoccupato, spostandosi a vivere presso vari fratelli e sorelle.
Negli ultimi anni aveva progettato di scrivere la sua autobiografia, in cui avrebbe svelato i dettagli della sua attività sotto copertura, ma il disegno non vide mai la luce e, con la sua morte, Berg portò con sé i segreti della sua vita.

## Biografia
Moe Berg era il terzo e ultimo figlio di Bernard Berg, farmacista, e Rose Tashker, casalinga, entrambi ebrei di Harlem, in una casa a pochi isolati dallo stadio Polo Grounds. All'età di tre anni e mezzo, Berg implorò sua madre di mandarlo a scuola. Nel 1906, Bernard Berg comprò una farmacia a West Newark. Nel 1910 la famiglia Berg si spostò di nuovo, trasferendosi a Roseville (Newark). Roseville offriva a Bernard Berg ciò di cui aveva bisogno, con delle buone scuole di quartiere, in un contesto residenziale del ceto medio, in cui molto pochi erano gli ebrei.

### Studi
Berg cominciò a giocare baseball all'età di sette anni nella squadra della Chiesa episcopale metodista di Roseville, sotto lo pseudonimo etnicamente meno connotante di Runt Wolfe. Nel 1918, all'età di sedici anni, Berg ottenne il diploma alla Barringer High School. 
Ottenuto il diploma, Berg si iscrisse alla New York University, dove frequentò due semestri giocando anche a baseball e a basket. Nel 1919 si trasferì alla Princeton University, e non fece mai più menzione dell'anno trascorso all'Università di New York, presentandosi sempre come alunno di Princeton. Berg conseguì un Bachelor of Arts, magna cum laude in lingue moderne. Aveva studiato sette lingue: latino, greco, francese, italiano, spagnolo, tedesco e sanscrito. La combinazione tra la sua discendenza ebraica e la modestia economica della sua situazione familiare fecero sì che egli si tenesse ai margini della società di Princeton, alla quale non si adattò mai.

### Carriera sportiva
Moe Berg debuttò come giocatore di baseball professionista nella Major League Baseball (MLB) il 17 giugno 1923 nelle file dei Brooklyn Robins. In quella stagione giocò 49 partite, impiegato nei ruoli di seconda base e terza base.
Restò lontano dalla MLB per un paio di stagioni, per rientrare nel 1926 nei Chicago White Sox. Da allora giocò 14 stagioni consecutive in Major League, principalmente nel ruolo di ricevitore; dopo i White Sox, militò anche nei Cleveland Indians, nei Washington Senators e nei Boston Red Sox.
Chiuse la carriera in MLB con una media battuta vita di 0,243, con 441 valide e 206 punti battuti a casa in 663 partite giocate.

### Attività di spionaggio
Con l'attacco di Pearl Harbor da parte dell'Impero del Giappone il 7 dicembre 1941, gli Stati Uniti si trovarono all'improvviso proiettati sugli scenari bellici della seconda guerra mondiale. Il 5 gennaio 1942, per dare un contributo allo sforzo bellico, Berg accettò una posizione presso l'Office of Inter-American Affairs di Nelson Rockefeller. Nove giorni dopo, morì suo padre Bernard. Durante l'estate del 1942, Berg proiettò il filmato da lui ripreso nella baia di Tokyo per gli ufficiali dell'intelligence delle forze armate statunitensi. Il filmato avrebbe potuto essere utile al tenente colonnello Jimmy Doolittle nella pianificazione del famoso Doolittle Raid.
Da agosto 1942 a febbraio 1943, Berg fu assegnato ai Caraibi e in Sud America, con il compito di monitorare la salute e la forma fisica delle truppe americane di stanza in quei luoghi. Berg, insieme ad altri agenti OIAA, lasciò l'incarico nel giugno 1943: ritenenvano, infatti, che dal Sudamerica provenissero lievi minacce agli Stati Uniti e desideravano dare il loro contributo in situazioni operative in cui i loro talenti potessero avere un miglior uso.
Il 2 agosto 1943, Berg accettò un impiego presso Office of Strategic Services per un salario annuo di 3 800 dollari. Ricopriva il ruolo di ufficiale delle operazioni paramilitari in quella sezione dell'OSS che diventerà in seguito la Special Activities Division. In settembre fu assegnato al Secret Intelligence Branch dell'OSS e gli fu dato un ruolo nell'ufficio dell'OSS operante sullo scacchiere dei Balcani. In questo ruolo, Berg si paracadutò nel territorio jugoslavo per valutare i vari gruppi di resistenza attivi sul territorio contro l'occupazione nazista e determinare quale fosse il più forte. Entrò in contatto sia con Draža Mihailović, sia con Tito e passò in rassegna le rispettive forze. Decise così che l'Armata Popolare di Jugoslavia di Tito era il gruppo più forte e che godeva del maggior sostegno. Le sue valutazioni furono d'aiuto per determinare l'entità di sostegno e aiuto da destinare ai singoli gruppi. Nel tardo 1943, Berg fu assegnato al Project Larson, un'operazione dell'OSS messa in atto da John Shaheen, a capo dei progetti speciali dell'OSS. Lo scopo dichiarato del progetto era di sequestrare specialisti italiani di missili e razzi e condurli negli Stati Uniti. Tuttavia, all'interno del progetto Larson era incapsulato un sottoprogetto, chiamato AZUSA, che aveva lo scopo di intervistare fisici italiani per scoprire quanto sapessero di Werner Heisenberg e Carl Friedrich von Weizsäcker. Per scopo e missione, era simile all'operazione Alsos.
Da maggio 1944, fino a metà dicembre, Berg girò in lungo e in largo l'Europa per avere colloqui con fisici, cercando di convincere molti di loro a lasciare l'Europa per lavorare in America. All'inizio di dicembre 1944, l'OSS ebbe notizia di uno spostamento di Heisenberg a Zurigo per tenere una conferenza nel locale politecnico, a Berg fu assegnato il compito di assistere alla lezione e determinare "se dalle parole di Heisenberg trapelasse qualche indicazione sul fatto che la Germania fosse vicina a realizzare una bomba atomica". In caso positivo, Berg aveva l'ordine di uccidere Heisenberg; Berg decise che i tedeschi non erano vicini allo scopo e non diede esecuzione all'omicidio. Nel tempo trascorso in Svizzera, Berg divenne amico intimo del fisico Paul Scherrer. Berg ritornò negli Stati Uniti il 25 aprile 1945 e si dimise dalla Strategic Services Unit, che era succeduta allo OSS in agosto. Fu premiato con la medaglia presidenziale della libertà il 10 ottobre 1945 ma l'onorificenza fu da lui rifiutata il 2 dicembre. Sarà solo dopo la sua morte che il riconoscimento gli verrà riassegnato, grazie all'accettazione espressa da sua sorella.

### Morte
Moe Berg morì il 29 maggio 1972, all'età di 70 anni, per le conseguenze di un incidente domestico. Un'infermiera dell'ospedale di Newark, nel quale fu ricoverato, ricorda le sue ultime parole: "Come sono andati i Mets oggi?" (per la cronaca, avevano vinto) I suoi resti furono cremati e dispersi sul monte Scopus, in Israele.

## Onorificenze

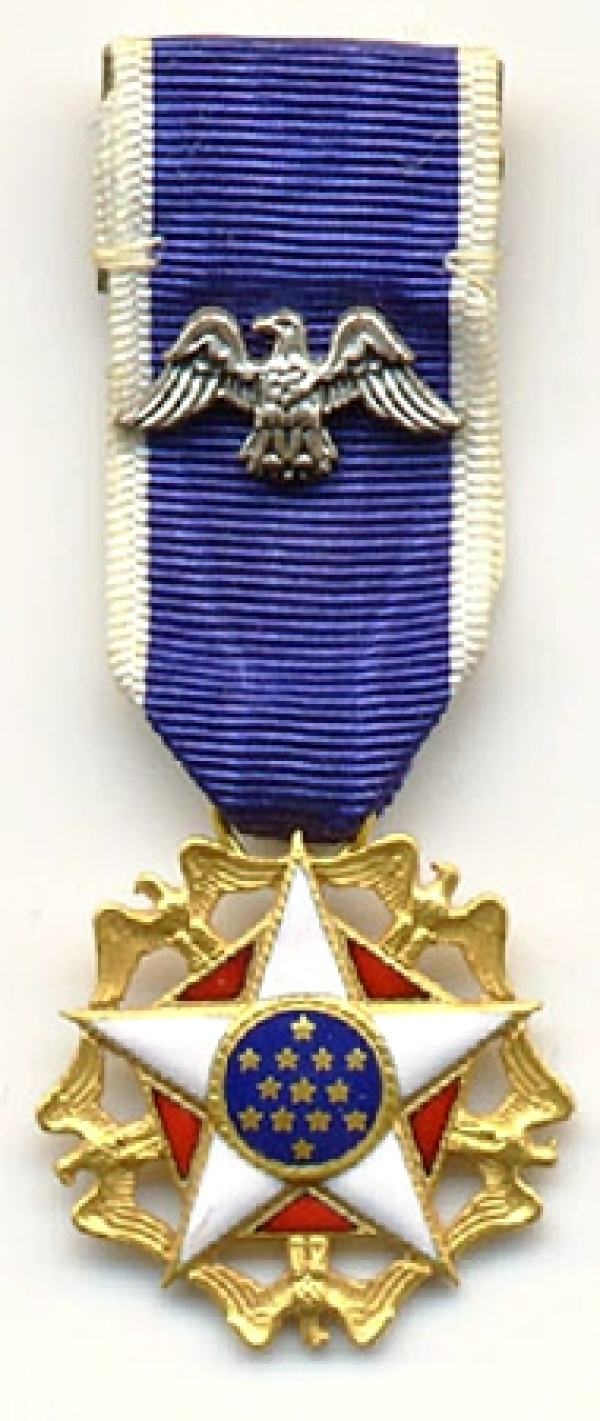
Medaglia della libertà

A Moe Berg fu assegnata la medaglia presidenziale della libertà, conferita dal presidente degli Stati Uniti d'America. Berg, tuttavia, rifiutò il riconoscimento, ma la medaglia gli fu riassegnata dopo la morte (la sorella la accettò a suo nome).

## Nella cultura di massa
Nel 2018 è stato distribuito il film Il ricevitore è la spia (The Catcher Was a Spy) per la regia di Ben Lewin, basato sull'omonimo libro biografico scritto da Nicholas Dawidoff.